# Sarre (département)
Pour les articles homonymes, voir Sarre.
1797–1814
Entités précédentes :
- Nassau-Sarrebruck

Entités suivantes :
- Royaume de Prusse
- Royaume de Bavière
- Duché d'Oldenbourg

La Sarre est un ancien département français (1797-1814), nommé d’après la rivière Sarre (Saar en allemand). Le territoire se compose d'une partie de l'actuel Land de la Sarre et d’une partie de la Rhénanie-Palatinat, dont les villes de Trèves et de Prüm. Il lui a été attribué le numéro 101 dans la liste des 130 départements français de 1811

## Histoire
Avant la conquête française, la Cisrhénanie est une mosaïque de plusieurs dizaines d’États, membres du Saint-Empire romain germanique. Au XVIIe siècle, la guerre de Trente Ans dévaste la région. Sous le règne de Louis XIV, la France se lance dans une politique d’annexions et Vauban crée de toutes pièces la ville fortifiée de Sarrelouis qui reste française de 1680 à 1815. Occupée à partir de 1794, une éphémère République cisrhénane est proclamée le 5 septembre 1797 (une République de Mayence l'avait déjà été le 18 mars 1793, demandant son annexion à la France le 21 et l'obtenant le 30), mais la région est partagée le 4 novembre 1797 par le Directoire en quatre départements, la Roer, la Sarre, Rhin-et-Moselle et le Mont-Tonnerre, qui sont organisés le 23 janvier 1798 (arrêté du 4 pluviôse an VI). Ces départements sont officiellement intégrés au territoire français le 9 mars 1801 et existent jusqu’au démantèlement de l’Empire en 1814.
La première paix de Paris (1814) fixe le rétablissement des frontières de 1792. Cependant, les deux cantons de Sarrebruck et d'Arneval restent français. Après la nouvelle défaite de Napoléon lors des Cent-Jours, ils sont rattachés à la Prusse, ainsi que Sarrelouis, par le deuxième traité de Paris (1815). Le chancelier prussien Karl August von Hardenberg prend officiellement possession du département de la Sarre le 20 novembre 1815.

## Géographie
Le département couvrait une superficie de 493 513 hectares et sa population s'élevait à 273 569 individus en 1809. Le Dictionnaire géographique portatif de l’époque précise : « Son territoire produit seigle, avoine, sarrasin, pommes de terre, peu de blé, beaucoup de bois et d’excellents vins, connus sous le nom de vins de Moselle ; il y a des mines de fer, de cuivre, de plomb, de charbon de terre ; des fabriques de toiles ; des manufactures de limes, faux, outils, scieries, platineries, taillanderies, fer-blanc, porcelaines, cartons, verreries, poteries, brasseries ; bœufs, chèvres, porcs, chevaux excellents, moutons nombreux. »

### Administration

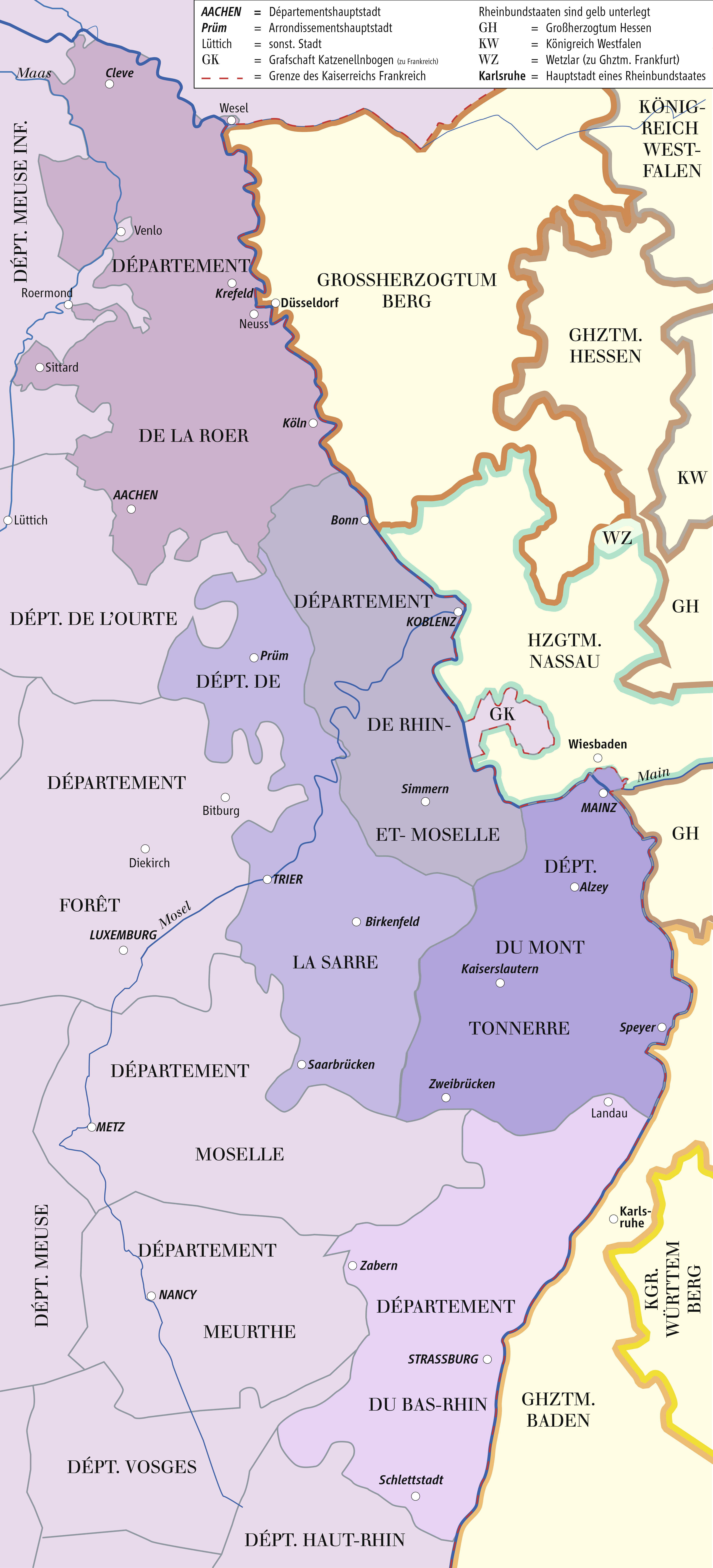

Le chef-lieu de la Sarre était Trèves et ses sous-préfectures Birkenfeld, Prum et Sarrebruck.
- Chefs-lieux de canton de l'arrondissement de Trèves[2] : Bernkastel, Budelich, Contz, Pfalzel (de), Sarrebourg, Schweich, Trèves et Witlich.
- Chefs-lieux de canton de l'arrondissement de Birkenfeld[2] : Baumholder, Birkenfeld, Coussel, Grumbach, Hermeskeil, Herrstein, Meisenheim, Rhaunen et Wadern.
- Chefs-lieux de canton de l’arrondissement de Prüm[2] : Blankenheim, Daun, Gerolstein, Kilburg, Lissendorf, Manderscheid, Prum, Reifferscheid et Schœnberg.
- Chefs-lieux de canton de l'arrondissement de Sarrebruck[2] : Arnoual, Bliescastel, Lebach, Merzig, Ottweiler, Saint-Wendel, Sarrebruck et Waldmohr.

### Administration postale et marcophilie
Concernant le courrier, les départements conquis étaient soumis aux mêmes règles administratives que les autres départements français. Dans les traitements postaux on utilisait notamment des marques postales linéaires avec numéro de département.
Pour la Sarre, le numéro de département était 101. On trouvera donc des lettres avec, par exemple, la marque postale « 101 TREVES ».

## Liste des préfets
| Période       | Période | Identité                                       | Fonction précédente                                                       | Observation                                                   |
| ------------- | ------- | ---------------------------------------------- | ------------------------------------------------------------------------- | ------------------------------------------------------------- |
| 22 juin 1800  | 1803    | Joseph Bexon d'Ormschwiller                    |                                                                           |                                                               |
| 22 avril 1803 | 1810    | Maximilien Xavier Képler                       | Député du Bas-Rhin au Corps législatif                                    |                                                               |
| 7 août 1810   | 1813    | Alexandre François Bruneteau de Sainte Suzanne | député du Doubs au Corps législatif Conseiller d'État Préfet de l'Ardèche | Préfet du Tarn aux Cent-Jours Préfet de l'Aisne (14 mai 1831) |